# Turistas (película de 2012)
Turistas (en inglés: Sightseers) es una película de comedia de terror británica de 2012 dirigida por Ben Wheatley y escrita y protagonizada por Alice Lowe y Steve Oram, con material adicional escrito por la coeditora Amy Jump.
Es producida por Edgar Wright y Nira Park, entre otros. La película fue seleccionada para su proyección en la Quincena de Directores del Festival de Cine de Cannes 2012.

## Argumento
Chris (Steve Oram) es un fanático de las caravanas y aspirante a escritor que lleva a su novia Tina (Alice Lowe) en un viaje por carretera, para disgusto de la madre de Tina (Eileen Davies), que nunca ha perdonado a Tina por la muerte de su perro "Poppy". En su primera parada, en el National Tramway Museum, Chris se enfrenta a un hombre (Tony Way) que está tirando basura, y el hombre se niega a recogerla. Cuando vuelven a su automóvil, Chris lo atropella y lo mata. Chris afirma que la muerte fue un accidente, pero sonríe después del impacto, sin ser visto por Tina. Chris le dice a Tina que ella es su musa.
Al parar en un parque de caravanas, se encuentran con Janice (Monica Dolan), Ian (Jonathan Aris) y su perro Banjo (que se parece a Poppy), y Janice revela que Ian es un escritor publicado, algo que pone celoso a Chris. A la mañana siguiente, Ian sale a caminar. Chris lo sigue, lo golpea en la cabeza con una piedra, le roba la cámara y lo empuja por un precipicio. Banjo, que había salido con su dueño, es encontrado por Tina, quién se lo lleva antes de que lo vean sus dueños. Tina encuentra fotos de Ian y Janice en la cámara y se enfrenta a Chris, quien confiesa el asesinato de Ian. Para su sorpresa, Tino lo acepta. Durante una caminata por un parque National Trust, Banjo defeca en el suelo y un turista (Richard Lumsden) le dice a Tina que limpie el desastre. Chris llega y anima a Tina a reclamar que el hombre intentó violarla. Se produce una disputa y Chris lo golpea hasta la muerte.
En el próximo parque de caravanas, Chris se encuentra con Martin (Richard Glover), un ingeniero que está probando una mini caravana que se puede conectar a la parte trasera de una bicicleta. Durante una comida en un restaurante, Tina va al baño. Cuando regresa, encuentra a Chris besando a la novia de la despedida de soltera en una mesa cercana como parte de un desafío. Alterada, Tina sigue a la novia afuera y la mata empujándola por una empinada colina hacia unas rocas, observada por Chris. A la mañana siguiente, en lugar de visitar una atracción turística local, Chris dice que está ayudando a Martin a hacer algunas modificaciones en su caravana. Discuten, y Tina se marcha sola. Molesta, llama a su madre y está a punto de confesar los asesinatos, cuando su madre cuelga. Más tarde esa noche, Tina intenta seducir a Chris hablando de su complicidad en los asesinatos, pero él la rechaza.
Chris se despierta y se da cuenta de que Tina lo ha dejado durmiendo en la caravana y está acelerando por la autopista. Él la llama y le dice que se detenga. Tina observa a un corredor y lo atropella. Chris está molesto con su enfoque caótico de los asesinatos, creyéndose justificado en su elección de víctimas, y discute antes de esconder el cuerpo al costado del camino. Conducen a una montaña, donde establecen el campamento con el viaducto de Ribblehead a la vista, el destino final de sus vacaciones. Cuando una tormenta de granizo los obliga a regresar a la caravana, Chris se duerme y Tina mira su libreta y encuentra un dibujo de ella y Chris de pie en el viaducto, a punto de saltar.
Martin llega, con Banjo en la mini caravana. Mientras Chris está afuera, Tina trata de seducir a Martin, quien se siente incómodo por su atrevimiento y la rechaza. Cuando Chris regresa, ella le dice que Martin la proponía de una manera particularmente inverosímil y repulsiva. Martin regresa a su mini caravana, y Chris y Tina tienen una pelea sobre si el perro debería llamarse con el nombre "Poppy" o "Banjo". Molesta, Tina empuja la mini caravana de Martin desde el acantilado, con él todavía dentro. Ella vuelve a entrar en su caravana y le dice a Chris que el problema ha terminado. Él corre afuera, y encuentra el cadáver de Martin. Él insulta a Tina y pelean, lo que termina en una escena de sexo.
Chris prende fuego a la caravana y besa a Tina. Corren hacia el viaducto de Ribblehead y trepan a la cima, agarrados de la mano. Chris le pregunta a Tina si ella disfrutó las vacaciones y ella dice que fue genial. Él se disculpa por insultarla y le pregunta si ella realmente quiere suicidarse. Justo cuando Chris baja del viaducto, Tina suelta su mano, mirándole caer al suelo y morir. Tina mira su mano mientras la pantalla se vuelve negra.

## Reparto
- Steve Oram como Chris;
- Alice Lowe como Tina;
- Eileen Davies como Carol.

## Producción
Los protagonistas se juntaron a organizar sus ideas siete años antes de que la película llegara como una experiencia escénica con Lowe y Oram apareciendo como campistas inocentes que lentamente revelaron que eran asesinos en serie. Posteriormente se produjo un cortometraje y se envió a varias productoras, sin embargo, a pesar de que mencionaron que era divertido, siguió siendo rechazado por ser demasiado oscuro. Pusieron el cortometraje en línea, lo cual generó cierto alboroto, y Lowe envió el enlace a Edgar Wright, con quien había trabajado en Hot Fuzz. Wright vio que tenía potencial para una película y los puso en contacto con una compañía de producción, Big Talk, quien, con Wright a bordo como productor ejecutivo, dio luz verde al proyecto. Lowe y Oram investigaron sobre literatura de terror e incluso se tomaron unas vacaciones de caravanas, donde tomaron sus papeles como protaginistas y con un camarógrafo, a los lugares que aparecerían en la película. Ben Wheatley ha dicho que a todos los lugares donde fueron no tuvieron problemas, incluso después de que explicaron la naturaleza de la película, porque "trataban de asegurarse de que fuera abierta y justa para estos lugares, y que no fueran el blanco de las bromas".
Oram y Lowe fueron inspirados por la película Withnail y yo (1987) de Bruce Robinson.

## Recepción
La recepción crítica ha sido positiva. El sitio web Rotten Tomatoes informó una calificación de aprobación del 86% en base a 99 revisiones, con una calificación promedio de 7,4/10. El consenso crítico del sitio web dice: "El director Ben Wheatley y las estrellas-escritoras Alice Lowe y Steve Oram hacen una pícara película de carretera que cruza con éxito la línea entre la comedia negra y el terror". En Metacritic, la película tiene un puntaje promedio ponderado de 69 sobre 100, basado en 22 críticas, lo que indica "revisiones generalmente favorables".
Peter Bradshaw revisó la película dos veces para The Guardian, primero después de su presentación en Cannes, cuando sugirió que "Wheatley podría sufrir el síndrome del tercer álbum difícil: esto no es tan misterioso e interesante como Kill List, sus efectos son más obvios y los encuentros entre los antihéroes concebidos de forma natural y los personajes incidentales, de comedia de bocetos, es un poco incómodo. Al final, tuve la sensación de que, en términos de carácter y narrativa, y solo un poco, la película se estaba quedando sin ideas." Sin embargo, la miró de nuevo en su presentación en los cines y admitió que "cuando la vi por primera vez, creo que podría haberme levantado de la cama por el lado izquierdo", y agregó que "un segundo visionado ha revelado qué tan excelentes son las actuaciones sin esfuerzos de Steve Oram y Alice Lowe, que son los escritores de la película (que trabajan con Amy Jump, coautora de Wheatley desde hace mucho tiempo), y cuya propiedad creativa hace que una comparación puramente autoritaria con Kill List sea menos relevante." Sugiere una serie de paralelismos: "una comparación obvia con Nuts in May de Mike Leigh, e incluso hay rastros de Victoria Wood y Alan Bennett, cuya comedia de observación más amable se convierte en algo de pesadilla, trayendo una estética exquisitamente horrible de Readers' Wives." Y concluye que "los fríos y transgresores florecimientos se llevan con una confianza impasible; es una obra de trabajo distintiva y brutalmente inquietante." Kim Newman escribió en la revista Empire que Turistas es una "mezcla británica única de insoportable comedia de vergüenza y coraje absoluto, no tan desorientadora en sus cambios de humor como Kill List, pero tan impresionante como película." The Guardian le preguntó a un editor de la revista Caravan por su opinión de la película, que describió como "absolutamente brillante", ya que capturó con precisión los detalles de las vacaciones en caravana.
Sin embargo, el elogio no fue unánime. La conclusión de Nigel Andrews de The Financial Times fue: "Hay algunas risas, unos pocos y sabios asentimientos. Pero antes del final, la fatiga llega y no desaparece."
La película recibió siete nominaciones de los British Independent Film Awards, ganando el de mejor guion.